# Association des écrivains mozambicains
Pour les articles homonymes, voir AEMO.
L'Association des écrivains mozambicains (Associação dos Escritores Moçambicanos – AEMO), fondée le 31 août 1982, est une organisation qui a pour objectif de faire connaître les œuvres et les auteurs de la littérature mozambicaine. Elle est toujours active. Son siège se trouve à Maputo, la capitale.

## Histoire
En 1982, le congrès fondateur réunit notamment des écrivains tels que Luís Bernardo Honwana, Marcelino dos Santos, Gabriel Makavi ou José Craveirinha, ainsi que des journalistes, comme Aquino de Bragança (pt) et Carlos Cardoso.
Rui Nogar en fut un Secrétaire général influent.
Entre 1984 et 1986 l'AEMO publie la très influente revue littéraire Charrua.

## Activités
Parmi d'autres activités, elle édite des collections d'ouvrages, Karingana pour la prose, Timbila pour la poésie et Início pour les premières œuvres.
Elle décerne également des prix littéraires, notamment le prix José Craveirinha de littérature, ainsi nommé en hommage à son premier président, le poète José Craveirinha. En 2003 les deux premiers lauréats (ex aequo) furent Mia Couto et Paulina Chiziane.